# Rue Vauvilliers
La rue Vauvilliers, précédemment rue du Four-Saint-Honoré, est une voie publique ancienne du quartier des Halles, dans le 1er arrondissement de Paris, en France. 

## Situation et accès
Elle commence 74, rue Saint-Honoré et finit 37, rue Berger face au Jardin Nelson-Mandela (précédemment Jardin des Halles et antérieurement Halles Centrales de Paris).

## Origine du nom
Depuis 1864, elle tient son nom du savant helléniste Jean-François Vauvilliers (1737-1801) qui assura les approvisionnements alimentaires de Paris en 1789, au début de la Révolution française.

## Historique

### Du Moyen Âge à l'époque moderne
À l'origine, cette voie reliait la rue Saint-Honoré au parvis de l'église Saint-Eustache.
Cette rue qui existait déjà en 1238 s'appelait en 1255, « rue du Four-de-la-Couture-de-l'Évêque » en raison de la présence d'un four banal épiscopal, de 1137 jusque vers 1410, situé au bout de la rue du côté de l’église Saint-Eustache et qui s'adossait à l'hôtel du Grand panetier de France. Cet hôtel particulier a été remplacé par l'hôtel de Nesmond.
Cette voie est citée dans Le Dit des rues de Paris de Guillot de Paris sous la forme « rue du Four ».
Au XIVe siècle, il y avait au nord de cette rue, du côté impair et au sud de la rue Berger, l'hôtel d'Albret qui fut acheté en 1572 par Catherine de Médicis pour construire, sur l'emplacement du couvent des Filles-Pénitentes, l'hôtel de la Reine, connu à partir du XVIIe siècle sous le nom d'hôtel de Soissons.
Aux XVIIe et XVIIIe siècles, il y avait dans cette rue un grand nombre d'hôtels meublés en raison du voisinage des halles de Paris.
En 1788, les faïenciers, potiers et vitriers y installèrent leurs ateliers.
Une décision ministérielle du mois de floréal an VII (avril-mai 1799), signée François de Neufchâteau, fixe la largeur de cette voie publique à 9 mètres.

### DuXIXesiècleà la première moitié duXXesiècle
En 1817, la « rue du Four-Saint-Honoré » commençait 74-76, rue Saint-Honoré et finissait 17-4, rue Trainée et 1-2, rue Coquillière. Elle était située dans l'ancien 4e arrondissement dans le quartier de la Banque de France pour les numéros impairs et dans l'ancien 3e arrondissement dans le quartier Saint-Eustache pour les numéros pairs,.
Les numéros de la rue étaient noirs. Le dernier numéro impair était le no 49 et le dernier numéro pair était le no 46.
En 1811, la ville de Paris est autorisée à acquérir les immeubles depuis le no 20 jusqu'au no 44 (côté est de la rue) afin d'y construire le marché des Prouvaires (dit aussi halle à la Viande), inauguré en 1818. 
Une ordonnance du 17 janvier 1847 fixe le périmètre des halles centrales de Paris. Cette ordonnance prévoit la destruction du marché des Prouvaires et la reconstruction de nouvelles halles avec un élargissement de la rue du Four.
Un arrêté du gouvernement provisoire de la République du 5 mai 1848, signé Alexandre Ledru-Rollin, ministre de l'Intérieur, porte la largeur à 12 mètres entre la rue Saint-Honoré et la rue des Deux-Écus.
Le 10 mars 1852, un décret, signé Louis Napoléon Bonaparte, du président de la République, arrête à nouveau « le périmètre des halles centrales de Paris et les alignements nécessaires pour le percement et l'élargissement de diverses rues qui doivent en faciliter les abords ». La largeur minimale de la partie restante de la rue du Four est fixée à 14,69 mètres.[réf. nécessaire]
Un décret impérial du 21 juin 1854, signé Napoléon III, modifie le périmètre des halles et les alignements arrêtés. La largeur de la rue du Four entre la rue Saint-Honoré et la rue des Deux-Écus est portée à 15 mètres et celle entre la rue des Deux-Écus et la rue Rambuteau à 20 mètres.
Dans les années 1860, le marché des Prouvaires est détruit pour construire les pavillons Baltard (pavillons no 3 pour la viande, ouvert en 1860, et no 4 pour la volaille et le gibier, ouvert en 1866),.
Un décret de 1860 prévoit l'extension du périmètre des halles centrales « au moyen de l'établissement de deux nouveaux pavillons qui seront construits sur l'emplacement de l'îlot de maisons situé entre les rues du Four et de Viarmes et des rues de Vannes et Oblin à supprimer ». Mais ce décret n'est pas immédiatement mis à exécution.
Par décret impérial du 24 août 1864, la rue du Four est renommée « rue Vauvilliers ».
Les deux pavillons prévus en 1860 ne sont finalement construits que dans les années 1930. Les pavillons nos 1 et 2 sont reliées aux pavillons nos 3 et 4 par une galerie construite à l'emplacement de la partie de la rue au nord de la rue Berger. La rue Vauvilliers prend alors en 1936 ses limites actuelles,,.

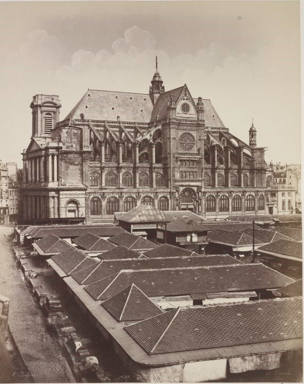
Le marché des Prouvaires en 1852 avec la rue du Four à gauche.
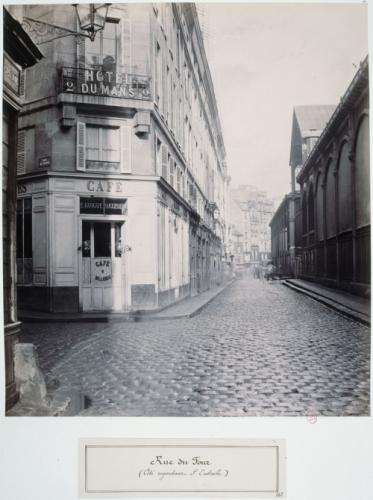
La rue Vauvilliers, vers 1865, après la construction des pavillons Baltard.
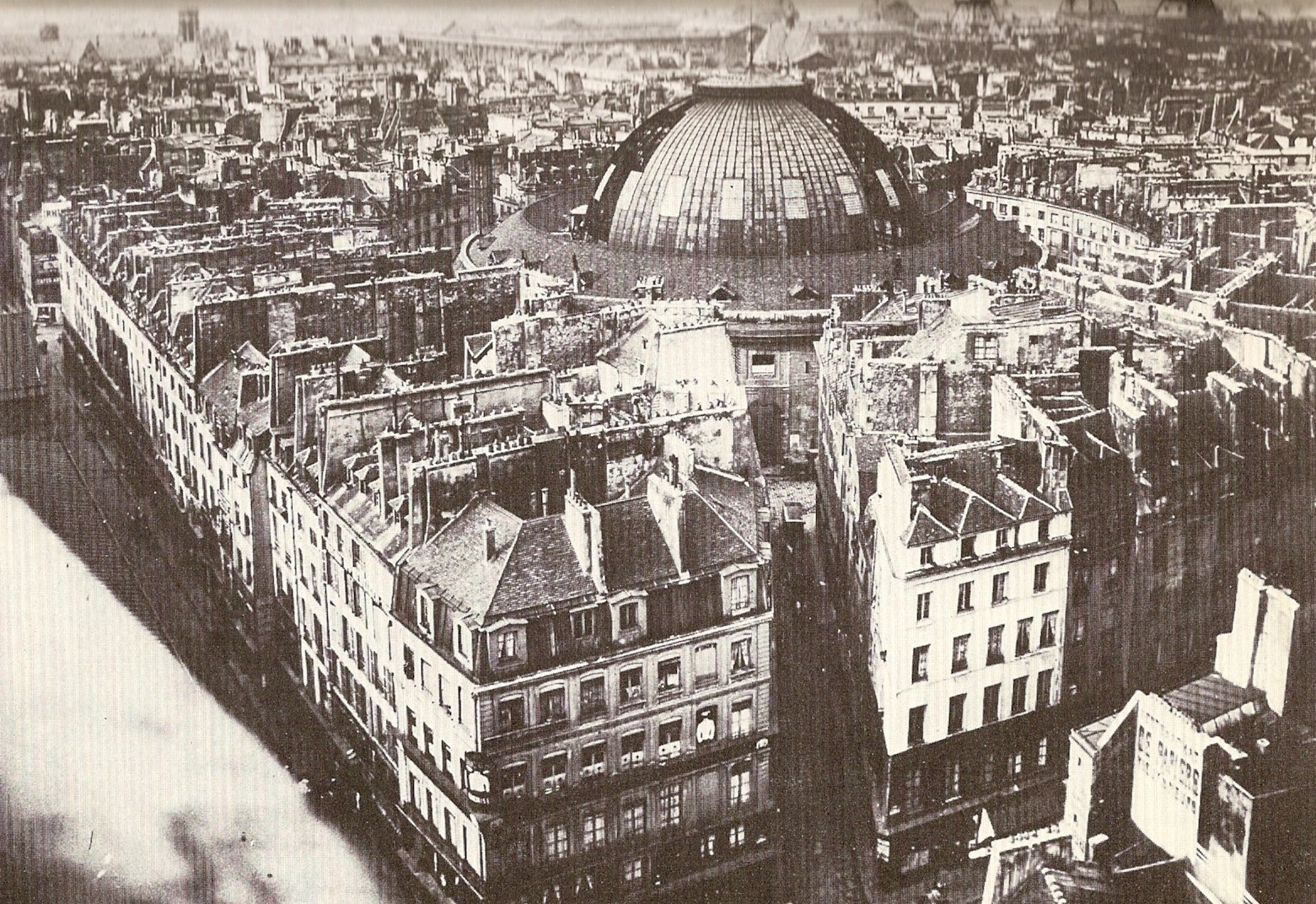
La rue, à gauche, depuis le clocher de l'église Saint-Eustache en 1885

## Bâtiments remarquables et lieux de mémoire
- Antoine Lavoisier habita cette rue en 1769.
- Louis Nicolas Clément de Ris est décédé dans cette rue en juillet 1786.
- Le premier quotidien d'information, le Journal de Paris fut édité dans cette rue du 1er janvier 1777 jusqu'en 1785[17].
- Ex-no 33, aujourd'hui disparu : emplacement de l'hôtel À la Belle Étoile, devenu Hôtel de Cherbourg, où s'installa en octobre 1787, dans la chambre no 9 au 3e étage, le lieutenant Napoléon Bonaparte[1],[18]. Un soir, il y ramena sa première conquête parisienne: une jeune Nantaise rencontrée dans les jardins du Palais-Royal[19].
- Ex-no 35 aujourd'hui disparu : emplacement du cabaret Le Chat-qui-pelote fondé en 1727[1].
- Nos 4 à 12 : ces bâtiments auraient été construits, au XVIIIe siècle, par le père de Louis-Étienne Héricart de Thury qui y serait né[1].

## Pour approfondir